# Analizzatore a tempo di volo
In spettrometria di massa l'analizzatore a tempo di volo (detto anche semplicemente tempo di volo o TOF dall'inglese time-of-flight) è un analizzatore che riesce a distinguere ioni con carica e massa diversi grazie alla tecnica del tempo di volo, poiché essi percorrono uno spazio uguale in tempi diversi, se vengono accelerati dallo stesso potenziale.
Gli ioni devono necessariamente partire allo stesso istante: questo analizzatore può essere accoppiato solo con determinate sorgenti impulsate, ad esempio il MALDI. Per superare questa limitazione è possibile posizionare l'attrezzatura ortogonalmente alla sorgente. Sono stati raggiunti livelli di risoluzione fino a 25.000.

## Meccanismo
Sottoponendo tutti gli ioni allo stesso potenziale di accelerazione, essi acquisiranno un'energia cinetica diversa a seconda della loro massa e carica:
{\displaystyle ZeV={\frac {1}{2}}mv^{2}}
dove:
- Z è il numero di cariche dello ione,
- e è la carica elementare,
- V è il potenziale applicato agli ioni dalla griglia di accelerazione,
- m è la massa dello ione,
- v è la velocità dello ione.

Esplicitando la velocità degli ioni come rapporto spazio/tempo si ottiene che la separazione m/Z segue l'equazione
{\displaystyle {\frac {m}{Z}}=2eV\left({\frac {t}{l}}\right)^{2}}
dove t è il tempo di volo e l lo spazio percorso all'interno dell'analizzatore.

## Delayed extraction
Il delayed extraction è un metodo per aumentare la risoluzione del TOF: prima di farli entrare nel cammino dell'analizzatore a tempo di volo gli ioni vengono tenuti un attimo fermi e ricompattati. Questa tecnica si indica con DE-TOF o con TLF-TOF (Time Lag Focussing TOF).

## TOF reflectron
Il TOF reflectron, o TOF reflector, è un insieme di lenti ioniche (specchio ionico) che fanno in modo che gli ioni quando arrivano in fondo al cammino tornino indietro. (HR : High Resolution)
Dopo il cammino dell'analizzatore gli ioni entrano in una zona chiamata riflettore elettrostatico, un insieme di piastre metalliche a cui è applicato un potenziale positivo che genera repulsione con la carica degli ioni e li respinge verso il rilevatore.
Più gli ioni sono di grande dimensione (ad alto rapporto m/z), più in profondità entrano in questa zona poiché sono meno sensibili al potenziale applicato alle piastre metalliche del reflectron e sono quindi in grado di entrare in profondità.

## TOF Ortogonale
L'analizzatore a tempo di volo può essere anche messo ortogonalmente al cammino degli ioni (TOF ortogonale) e in questo modo può essere accoppiato a tutti i tipi di sorgente.